# Heart Beat Basket
『Heart Beat Basket』（ハート・ビート・バスケット）は、2001年10月から2003年3月までエフエム山口 (FMY) で放送されていたラジオ番組である。
月曜 - 木曜に放送されていた『CO-CO MIX』と『FM MUSIC SALAD』、金曜に放送されていた『フライデー・スーパー・フリーク』それぞれの枠を引き継いだ平日昼の音楽番組。このうち金曜放送分は、『デリシャス・フライデー』枠の番組として放送されていた。放送時間は月曜 - 金曜 11:30 - 12:55（日本標準時）で、間の11:55 - 12:00にはニュース番組を内包していた。
月曜 - 木曜のパーソナリティは井村由美子が、金曜のパーソナリティは立石三恵子が務めていた。井村と立石は、当時同じく『デリシャス・フライデー』枠で放送されていた『COUNT DOWN ATTACK!!』と『Morning Kiss』にも出演していた。また井村は、番組の終了から1年後に同じ時間帯に編成された『ランチタイムブレイク Skip×Skip×Skip』にも出演していた。